# Karjalajärvi
Karjalajärvi är en sjö i Gällivare kommun i Lappland och ingår i Råneälvens huvudavrinningsområde. Sjön har en area på 0,0849 kvadratkilometer och ligger 398,4 meter över havet.

## Delavrinningsområde
Karjalajärvi ingår i det delavrinningsområde (742694-172754) som SMHI kallar för Mynnar i Saimujoki. Medelhöjden är 396 meter över havet och ytan är 18,82 kvadratkilometer. Det finns inga avrinningsområden uppströms utan avrinningsområdet är högsta punkten. Peuraoja som avvattnar avrinningsområdet har biflödesordning 4, vilket innebär att vattnet flödar genom totalt 4 vattendrag innan det når havet efter 178 kilometer. Avrinningsområdet består mestadels av skog (81 procent) och sankmarker (17 procent). Avrinningsområdet har 0,18 kvadratkilometer vattenytor vilket ger det en sjöprocent på 0,9 procent.